# ジジ・グライス
ジジ・グライス（Gigi Gryce、1925年11月28日 - 1983年3月14日）は、アメリカ合衆国のジャズ・ミュージシャン。本名はジョージ・ジェネラル・グライス・ジュニア（George General Grice, Jr.）。フロリダ州ペンサコラ出身。
多才なマルチプレイヤーとして知られ、サクソフォーンやクラリネット、フルートを演奏するかたわら、さらに作曲や編曲も手懸け、バンドリーダーとしてビッグバンドを率いたり、さらには教育者を務めたりもした。演奏家としての経歴は比較的短く、同世代の他のミュージシャンに比べると、演奏活動についてはほとんど知られていない。しかしながら、「マイノリティ（Minority）」や「ソーシャル・コール（Social Call）」、「ニカズ・テンポ（Nica's Tempo）」などのいくつかの楽曲は広くカバーされており、主流派のジャズ・ミュージシャンが出揃う演奏会場では、しばしば耳にすることができる。グライスの作風は、和声の選び方において、同時代ではタッド・ダメロンやベニー・ゴルソン、ホレス・シルヴァーの作風に近い。グライスが演奏や編曲・作曲に携わった期間は、ハード・バップの古典時代（だいたい1953年から1965年）に合致する。

## 略歴
ジャズ・ミュージシャンではあったものの、戦後（1947年9月15日）にボストン音楽院に入学して、クラシック音楽の作曲法をアラン・ホヴァネスとダニエル・ピンカムに師事し、1952年6月6日に音楽学士号を得て修了した。在学中は、多数の交響楽や室内楽を創作した筈である。ボストンでは、地元の音楽教師マーガレット・チャロフ（サクソフォーン奏者サージ・チャロフの実母）にも作曲の指導を受けている。さらに、フルブライト奨学金を得てパリに留学し、ナディア・ブーランジェとアルテュール・オネゲルの薫陶を受けた。  
1950年代には、もっぱらアルト・サクソフォーン奏者として、斬新なビバップ奏法でいくらか名を馳せた。当時のグライスの共演相手には、セロニアス・モンクやタッド・ダメロン、ライオネル・ハンプトン、ドナルド・バード、クリフォード・ブラウン、アート・ファーマー、ハワード・マギー、リー・モーガン、マックス・ローチ、オスカー・ペティフォード、テディ・チャールズ、ベニー・ゴルソンらがいる。1955年には、トランペット奏者のドナルド・バードを迎えて、ジャズ・ラブ・クィンテット（the Jazz Lab Quintet）を結成している。
グライスは、1950年代にイスラム教に改宗して、名前もバシール・カシム（Basheer Qusim）に改めた。1960年代初頭までにジジ・グライスと名乗るのをやめ、部分的には、経済状態や心理状態に対する私生活での問題も手伝って、演奏活動から身を退いた。最晩年には、ロング・アイランドやニューヨーク・シティの公立学校で教鞭を執っている。グライスの生涯で最後の勤務先となった、ニューヨーク州ブロンクス区168番街にある市立第53小学校は、その遺功を讃えて、バシール・カシム・スクール（the Basheer Qusim School）に改名された。

## ディスコグラフィ

### リーダー・アルバム
- 『ジジ・グライス・アンド・ヒズ・オーケストラ』 - Jazz Time Paris Vol. 10 (1954年、Vogue Productions)
- 『ニカス・テンポ』 - Nica's Tempo (1955年、Signal)
- 『ホエン・ファーマー・メット・グライス』 - When Farmer Met Gryce (1957年、Prestige) ※with アート・ファーマー。1954年–1955年録音
- 『ジャズ・ラブ』 - Jazz Lab (1957年、Columbia) ※with ドナルド・バード
- 『ジジ・グライス&ザ・ジャズ・ラブ・クインテット』 - Gigi Gryce and the Jazz Lab Quintet (1957年、Riverside)
- 『ジャズ・ラブ&セシル・テイラー・アット・ニューポート』 - At Newport (1957年、Verve) ※with ドナルド・バード（セシル・テイラーとのスプリット）
- 『ニュー・フォーミュラ・フロム・ジャズ・ラブ』 - New Formulas from the Jazz Lab (1957年、RCA Victor) ※with ドナルド・バード
- 『モダン・ジャズ・パースペクティブ』 - Modern Jazz Perspective (1957年、Columbia) ※with ドナルド・バード、ジャッキー・パリス
- 『ジャズ・ラブ』 - Jazz Lab (1958年、Jubilee) ※with ドナルド・バード
- Gigi Gryce (1958年、MetroJazz)
- 『セイイング・サムシン!』 - Saying Somethin'! (1960年、New Jazz)
- 『ザ・ハプニンズ』 - The Hap'nin's (1960年、New Jazz)
- 『ラット・レース・ブルース』 - The Rat Race Blues (1960年、New Jazz)
- 『レミニシン』 - Reminiscin' (1960年、Mercury)
- Doin' the Gigi (2011年、Uptown) ※1957年–1961年録音の未発表曲集

## 註釈
1. 1 2  Gryce, Gigi, The New Grove Dictionary of Jazz, Edited by Barry Kernfeld, St. Martin's Press, New York, 1988